# Aurija
Aurija – poznata i kao Orija ili Awriya bint Lubb – bila je kraljica supruga Navare.
Aurijin je suprug bio Fortún Garcés, kralj Pamplone.
| Portal:Europa | Portal:Europa |

Djeca Aurije i njenog muža:
- Íñigo Fortúnez, čija je žena bila Sanča Garcés
- Aznar Fortúnez
- Velasco Fortúnez, otac plemkinje Jimene
- Lope Fortúnez
- Onneca Fortúnez[2]